# ナカダ3期
ナカダ3期とは、エジプト先王朝時代におけるナカダ文化の最終期であり、おおよそ紀元前3200年から紀元前3000年頃を指す。
ナカダ3期においてはナカダ2期に開始した都市形成がより鮮明にみられるようになり、名を持った王が強力な政権を率いた。
ナカダ3期は、小規模な部族国家に影響力を持った王（首長）の存在が確認されることから、第0王朝またはエジプト原王朝時代と呼ばれることがある。
この時代には、王の名はセレクに囲まれた形で陶器や墓に刻まれた。